# Noi siamo le colonne (film 1940)
Noi siamo le colonne (A Chump at Oxford) è un film del 1940 diretto da Alfred J. Goulding.
È il penultimo film di Stanlio e Ollio prodotto da Hal Roach; la casa di produzione che lo ha finanziato è la United Artists. In seguito i due lavoreranno con altri produttori per la casa di produzione Fox, anche se due loro film futuri saranno prodotti dalla Metro-Goldwyn-Mayer.

## Trama
Dopo aver tentato di farsi assumere come domestici con risultati disastrosi, Stanlio ed Ollio, divenuti nel frattempo spazzini stradali, maturano la consapevolezza d'aver bisogno d'una adeguata istruzione; quindi, dopo aver casualmente interrotto la fuga d'un ladro, che stava scappando dopo aver rapinato una banca, ottengono come premio da parte del direttore della banca stessa l'iscrizione alla prestigiosa Università di Oxford in Inghilterra. Qui vengono subito presi di mira dagli altri studenti, che li sottopongono a crudeli scherzi.
Quando il rettore diviene casualmente vittima d'uno degli scherzi degli studenti, poi segnalati da Stanlio ed Ollio, fa espellere dalla scuola gli ideatori dello scherzo, che decidono quindi di vendicarsi. Giunti nel loro alloggio, Mariano, il maggiordomo messo a loro disposizione, riconosce in Stanlio lo studente più brillante che la storia di Oxford abbia mai avuto: Lord Paddington, un nobile inglese dall'immensa erudizione e che per anni nessuno ha più rivisto dopo la sua scomparsa improvvisa dall'università. Ollio è incredulo, ma Mariano spiega ai due come la cosa sia vera.
Dopo una casuale botta in testa dovuta ad una finestra malfunzionante, Stanlio perde la memoria ritornando ad essere Lord Paddington e riacquistando tutte le sue facoltà, diventando capace anche di sbarazzarsi da solo di tutti gli ex compagni di studi che lo volevano allontanare dall'Università. Come Lord Paddington umilia continuamente Ollio, costringendolo a fargli da cameriere personale. Quando Ollio perde la pazienza per il trattamento ricevuto, decidendo di voler tornare da solo negli Stati Uniti, Lord Paddington si riaffaccia casualmente di nuovo alla finestra prendendo un'altra botta in testa che lo fa ridiventare il solito Stanlio e ripristinare la vecchia amicizia con Ollio.

## Produzione
La pellicola è stata realizzata fra gli Hal Roach Studios di Culver City ed il quartiere Canon Drive di Beverly Hills.
La versione statunitense distribuita in origine durava 42 minuti estromettendo tutta la parte non ambientata ad Oxford.
La prima parte del film è riciclata dal soggetto della comica Pranzo di gala, girato da Laurel & Hardy nel 1928.

## Versione italiana
Il film fu distribuito dopo la seconda guerra mondiale in Italia, con doppiaggio di Mauro Zambuto e Alberto Sordi, e commentato musicale di Umberto Mancini. 
Le versioni trasmesse da Rai e Mediaset (quella a colori), sia in bianco e nero che colorizzate, presentano numerosi tagli che portano il film alla durata di circa 55 minuti. Ciò è dovuto all'utilizzo di una copia deteriorata del doppiaggio italiano.  
Più recentemente sono state distribuite in DVD due versioni integrali, di cui una restaurata, col doppiaggio italiano.